# Małgorzata Hołub-Kowalik
Małgorzata Hołub-Kowalik (Koszalin, 30 de outubro de 1992) é uma atleta polonesa, campeã olímpica.
Nos Jogos Olímpicos de Verão de 2020, conquistou a medalha de ouro no revezamento 4x400 metros misto em 3:09.87 minutos, com Kajetan Duszyński, Natalia Kaczmarek, Justyna Święty-Ersetic, Karol Zalewski, Dariusz Kowaluk e Iga Baumgart-Witan, e a prata na prova de revezamento 4x400 metros feminino com o tempo de 3:20.53 minutos, ao lado de Kaczmarek, Święty-Ersetic, Baumgart-Witan e Anna Kiełbasińska. Seus recordes pessoais no evento são 51.74 segundos ao ar livre (Pequim 2015) e 52,60 segundos indoor (Toruń 2017).